# 周翔 (生物化学家)

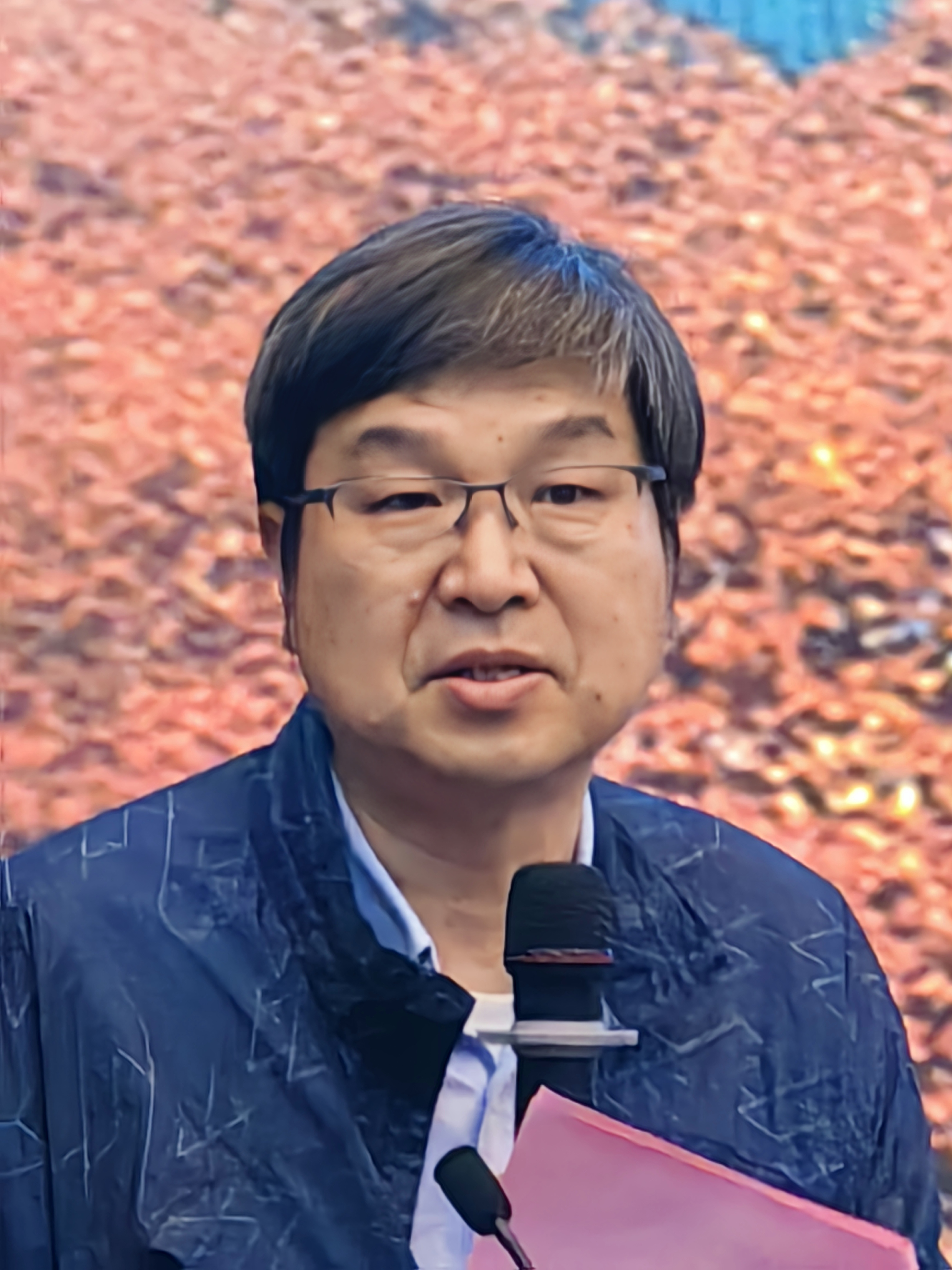
周翔在珞珈讲坛

周翔（1963年5月—），湖北武汉人，武汉大学化学与分子科学学院教授，中国科学院院士，主要从事生物有机化学、药物化学和化学生物学方面的研究工作。入选中华人民共和国教育部2009年度"长江学者"特聘教授。曾就读于武汉大学化学系。